# Høigårdbrekka
Die Høigårdbrekka ist ein Gletscherhang in der Heimefrontfjella des ostantarktischen Königin-Maud-Lands. Er liegt am Lidkvarvet auf der Ostseite des Pionerflaket im nordöstlichen Teil der Kottasberge.
Wissenschaftler des Norwegischen Polarinstituts benannten ihn 1985. Namensgeber ist Einar Musæus Høigård (1907–1943), ein Anführer im Widerstand gegen die deutsche Besatzung Norwegens im Zweiten Weltkrieg, der nach seiner Verhaftung am 25. November 1943 Suizid begangen hatte.